# Allium anacoleum
Allium anacoleum — вид трав'янистих рослин родини амарилісові (Amaryllidaceae), поширений у східній Туреччині й північному Іраку.

## Поширення
Поширений у східній Туреччині й північному Іраку.